# Podatek wyrównawczy
Podatek wyrównawczy – element systemu podatkowego PRL, obowiązujący od 1 stycznia 1958 do 31 grudnia 1991. Dotyczył podatników indywidualnych.
Sprowadzał się do dodatkowego opodatkowania osób, których dochody w roku podatkowym przekroczyły pewien ustalony przez Ministerstwo Finansów limit. Dotyczył on zarówno tzw. „wolnych zawodów” (artystów, adwokatów itp.), jak i osób zatrudnionych w tzw. gospodarce uspołecznionej. Osoba, której dochód przekroczył limit, zobowiązana była do składania zeznania podatkowego (osoby o dochodach niższych nie miały obowiązku takich zeznań składać). Kwota powyżej limitu była opodatkowana według progresywnej stawki od 10% do 60% (w niektórych przypadkach nawet do 90%). 
Od podatku tego były liczne ulgi i odliczenia, m.in. na budowę lub remont domu. Z myślą o osobach wykonujących zawody twórcze, otrzymujących niekiedy honoraria raz na kilka lat (np. literaci), przewidziano możliwość przechowywania tych honorariów na specjalnym rachunku bankowym; wówczas opodatkowane były nie wpływy na ten rachunek, tylko kwoty z  tego rachunku pobrane, o ile w roku podatkowym przekroczyły wspomniany limit.